# Elezioni presidenziali in Algeria del 1988
Le elezioni presidenziali in Algeria del 1988 si sono tenute il 22 dicembre. Chadli Bendjedid, leader del Fronte di Liberazione Nazionale (unico partito politico legale del paese), è stato rieletto con il 93,26% dei voti, con un'affluenza dell'89,08%.

## Risultati
| Candidati            | Liste                           | Voti       | %     |
| -------------------- | ------------------------------- | ---------- | ----- |
| Chadli Bendjedid     | Fronte di Liberazione Nazionale | 10.603.067 | 93,26 |
| Contro               | Contro                          | 766.237    | 6,74  |
| Totale               | Totale                          | 11.369.304 | 100   |
| Schede bianche/nulle | Schede bianche/nulle            | 264.835    |       |
| Totale               | Totale                          | 11.634.139 |       |